# A Real Diamond in the Rough
A Real Diamond in the Rough är det 26:e studioalbumet av gitarristen Buckethead. Albumet blev först sålt den 1 maj 2009 på TDRS Music.
Albumet är dedicerat till Bucketheads juridiska ombud, Stan Diamond.

"The Return of Captain EO" är en annan Disney-referens av artisten, denna gång till 3D-filmen Captain EO där huvudrollen spelas av Michael Jackson, en av Bucketheads tidiga influenser.
Shadows Between the Sky,  ett album utläppt 2010, har en stil som liknar denna CD.

## Låtlista
| Nr           | Titel                       | Längd |
| ------------ | --------------------------- | ----- |
| 1.           | Broken Mirror               | 4:16  |
| 2.           | Big D's Touch               | 4:11  |
| 3.           | Separate Sky                | 2:58  |
| 4.           | Dawn Appears                | 3:46  |
| 5.           | A Real Diamond in the Rough | 4:08  |
| 6.           | Sundial                     | 1:04  |
| 7.           | Squid Ink                   | 3:05  |
| 8.           | Four Rivers                 | 2:38  |
| 9.           | Allowed to Play             | 1:55  |
| 10.          | Formless Present            | 3:44  |
| 11.          | Squid Ink Part 2            | 0:56  |
| 12.          | The Miracle of Surrender    | 5:37  |
| 13.          | The Return of Captain EO    | 3:30  |
| Total längd: | Total längd:                | 41:46 |

## Lista på medverkande
- Buckethead - Invisible Scalp, gitarr
- Dan Monti - Trumprogramering och bas
- Bryan "Brain" Mantia - trummor på spåren 2, 4, & 7

- Producerad av Dan Monti och Albert
- mixad av Dan Monti